# Shojisjön
Shojisjön (japanska: 精進湖?, Shoji-ko) är en av de fem Fuji goko-sjöarna i Japan.

## Geografi
Shojisjön ligger i Yamanashi prefektur som del i en båge runt berget Fujis norra del.
Sjön har en yta på ca 0,5 km² och en omkrets på cirka 6,80 kilometer. Det största djupet är cirka 15,2 meter. Sjön ligger på en höjd av omkring 900 meter över havet och är den minsta sjön bland Fuji goko.

## Historia
Den 1 februari 1936 grundades Fuji-Hakone-Izu National Park där Shojisjön och övriga fyra sjöar i Fuji goko-området ingår.
Området är ett mycket populärt turistområde och besöks årligen av ca 9 miljoner besökare. Vid Shojisjön finns hotellbyggen som uppfördes redan under Meijiperioden.